# Santuario di San Francesco da Paola (Genova)
Il santuario di San Francesco da Paola si trova nel quartiere genovese di San Teodoro, su un colle a 132 m s.l.m. in posizione panoramica sulla città e sul porto.
Chiamato anche "santuario dei Marinai", per la sua intitolazione al santo calabrese patrono dei naviganti, è oggi raggiungibile in automobile da via Bologna, ma il percorso più caratteristico è la salita San Francesco da Paola, un'ampia crêuza mattonata, con ai lati le stazioni della Via Crucis, aperta nell'Ottocento, che ha sostituito una precedente via ripida ed angusta, in parte corrispondente all'attuale salita del Passero.

## Storia
La chiesa, intitolata anche a Gesù e Maria, fu costruita alla fine del Quattrocento su un terreno acquistato nel 1487 dal nobile Ludovico Centurione allo scopo di costruirvi un convento per i Padri Minimi, l'ordine religioso fondato da S. Francesco da Paola. Secondo la tradizione sarebbe stato lo stesso santo, di passaggio a Genova nel 1483, ad indicare il colle come sede di una chiesa intitolata a Gesù e Maria.
La chiesa fu completamente rifatta nella forma attuale nel XVII secolo, per iniziativa di Veronica Spinola, principessa di Molfetta. Nell'Ottocento il convento fu espropriato dal governo sabaudo, tornando successivamente all'ordine religioso. Nel 1930 il santuario fu elevato a dignità di basilica dal papa Pio XI.
Gravemente danneggiato dai bombardamenti durante la seconda guerra mondiale fu sottoposto a lunghi lavori di restauro completati solo nel 1970.

## Descrizione
Il complesso, composto dalla chiesa e dal convento dei padri minimi, è preceduto da un ampio sagrato alberato, che offre una veduta panoramica sul centro storico e sul bacino del porto vecchio.

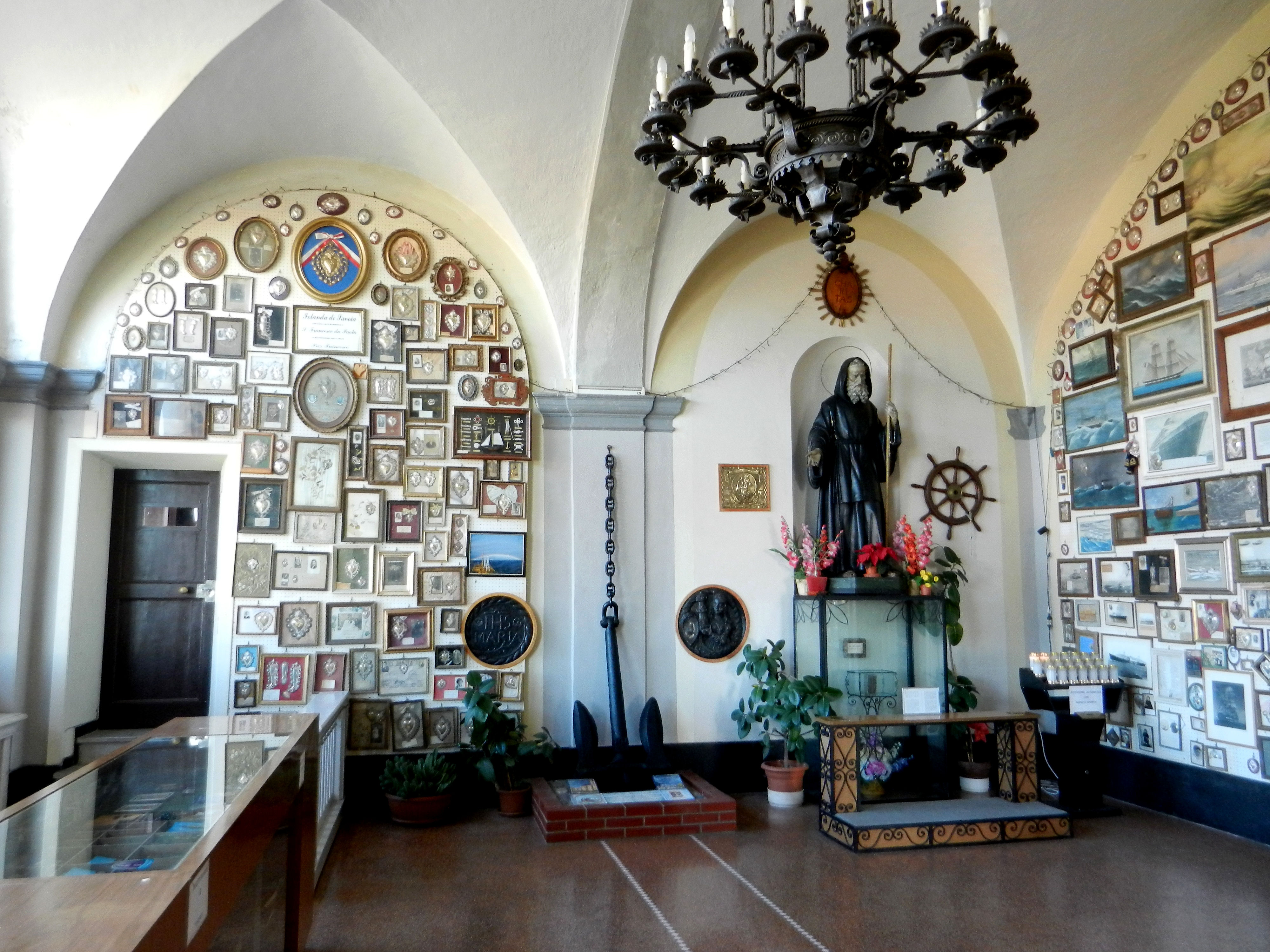
L'atrio con i numerosi ex-voto, la statua di S. Francesco da Paola e l'ancora dell'ANMI

La chiesa non ha facciata a vista e tutti i muri perimetrali si presentano spogli: vi si accede dal sagrato attraverso un breve corridoio e un luminoso atrio vetrato nel quale sono raccolti i numerosi ex-voto offerti nel corso dei secoli dai naviganti al loro santo patrono. Nell'atrio si trovano anche una statua del santo e una grande ancora donata al santuario nel 2002 dall'Associazione nazionale marinai d'Italia.
Il campanile, a sezione quadrata, inserito tra la chiesa e il chiostro, è coronato da una cupola. In occasione dell'elevazione del santuario a basilica minore, il 25 maggio 1930 fu collocata sul campanile la "campana del mare", che tutte le sere al crepuscolo ricorda con i suoi lenti rintocchi i marinai scomparsi in mare.

### Interno
L'interno, a tre navate sormontate da quattordici colonne, con dieci altari che occupano interamente lo spazio delle due navate laterali, è invece riccamente decorato, grazie ai contributi di famiglie nobili quali Doria, Balbi e Spinola. Tra le varie cappelle è notevole quella dedicata al santo patrono, con l'altare in stile barocchetto genovese e intarsi di marmi policromi, opera settecentesca di Francesco Schiaffino, autore anche del crocifisso dell'altare maggiore.

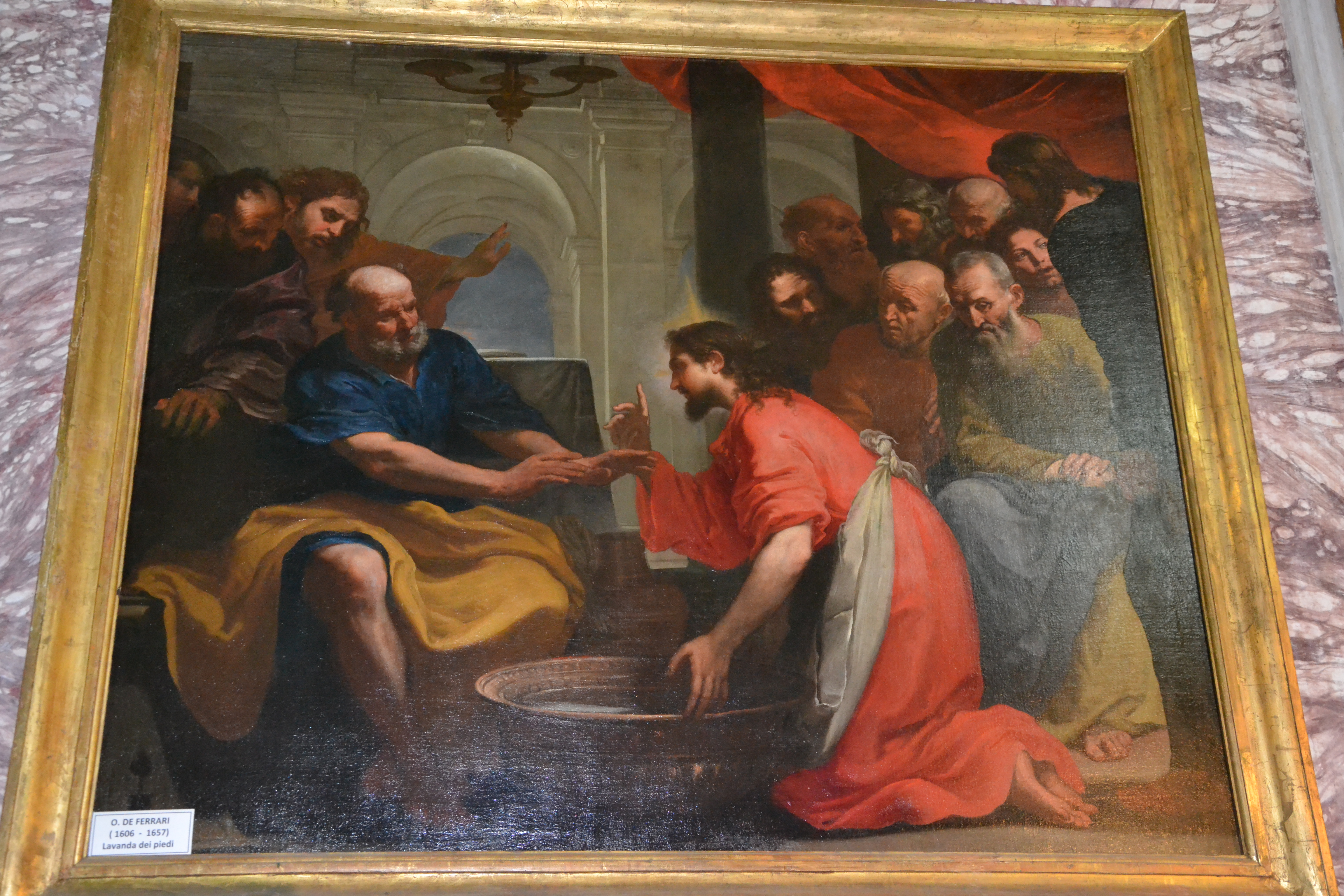
Orazio De Ferrari, Lavanda dei piedi

I pavimenti delle navate laterali, alla base degli altari, sono ricoperti dalle numerose lastre tombali di personalità genovesi di varie epoche, tra le quali Veronica Spinola, promotrice dell'ampliamento del santuario, l'arcivescovo Nicolò Spinola, l'architetto Ippolito Cremona e la marchesa Luigia Pallavicini, morta nel 1841, celebre per la famosa ode a lei dedicata dal Foscolo.
Numerosi i dipinti e gli affreschi che ornano la chiesa:
- S. Giovanni Battista, dipinto a olio di Angela Airola[6]
- S. Agostino, tavola attribuita a Ottavio Semino
- Viatico di S. Gerolamo di G.B. Paggi (1620)
- Presepe (1565 circa) e Orazione nell'orto (1570 circa) di Luca Cambiaso
- San Francesco di Sales di Francesco Campora
- Ascensione di Cristo, di Giovanni Cambiaso
- S. Francesco da Paola, attribuito a Lazzaro Calvi (XVI secolo)
- Lavanda dei piedi di Orazio De Ferrari
- Ognissanti di Cesare Corte (XVI secolo)
- Due portelle di un reliquiario, raffiguranti una Madonna col Bambino e I santi Antonio di Padova e Martino, di Valerio Castello
- Affreschi ottocenteschi di Giuseppe Isola (Incoronazione della Vergine, San Giovanni nel deserto e Disputa nel tempio) e di Giacomo Borzino (episodi della vita di san Francesco da Paola), tutti datati intorno al 1845.
- Affresco raffigurante la Gloria di S. Francesco di Paola, nella cappella dedicata al santo, di Giuseppe Palmieri
- Nell'adiacente chiostro, affreschi seicenteschi di Ventura Salimbeni, Lazzaro Tavarone e dei fratelli Calvi, raffiguranti miracoli di san Francesco da Paola.

Nel 1811, durante l'occupazione napoleonica, quando molte opere d'arte italiane furono trasferite al museo del Louvre, dal santuario furono portate via l'Ascensione di G. Cambiaso, il Presepe di L. Cambiaso e il S. Gerolamo del Paggi, poi restituite dal governo francese dopo la caduta di Napoleone.

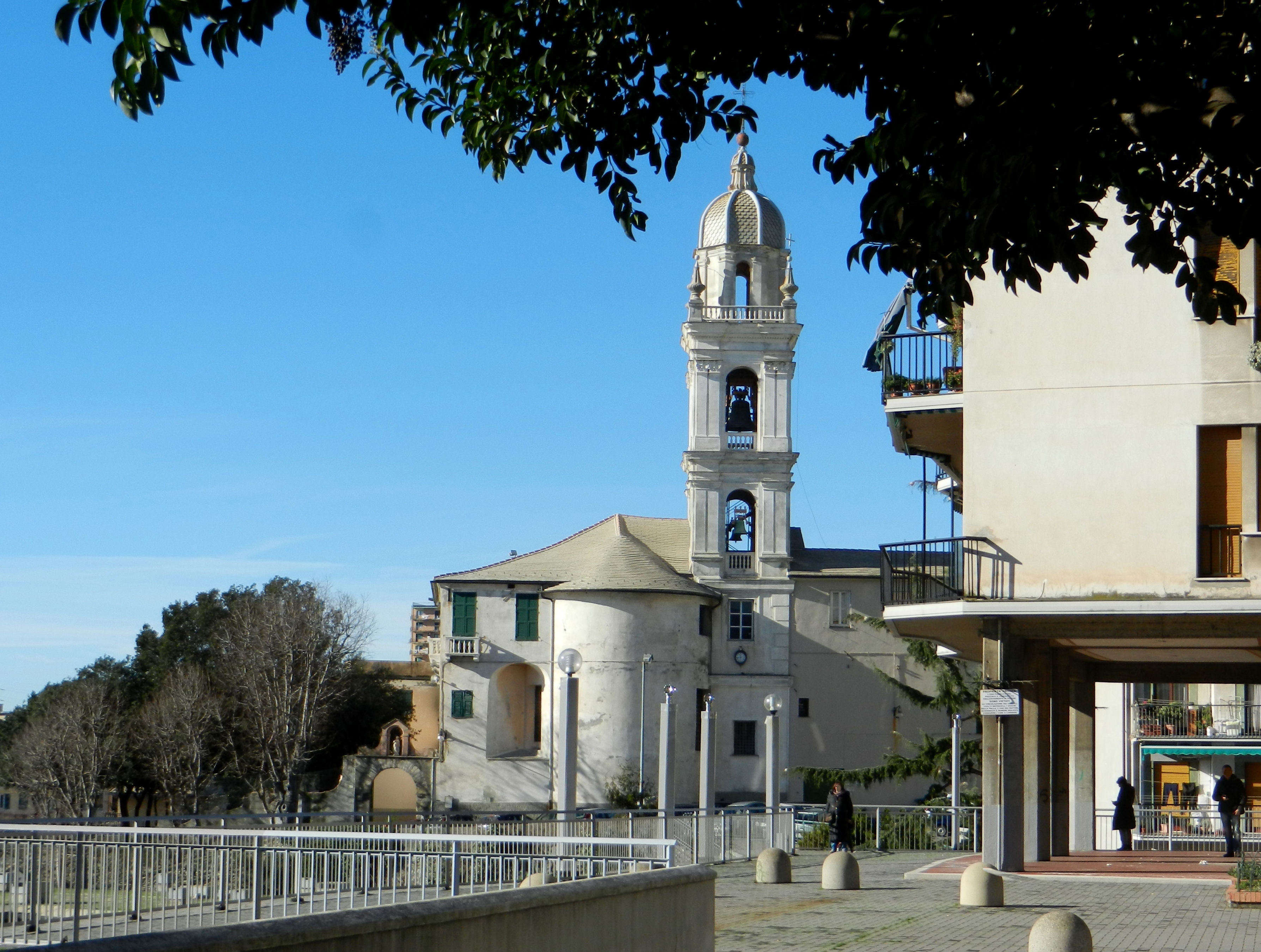
Il campanile e la zona absidale della chiesa
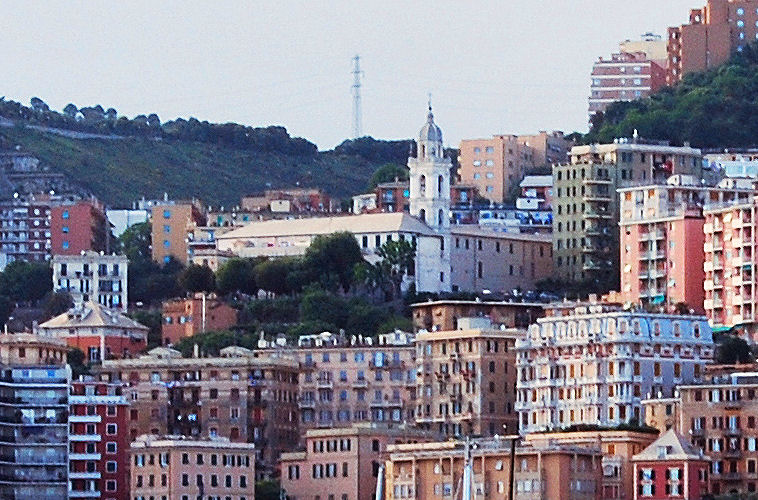
Il santuario visto dal porto
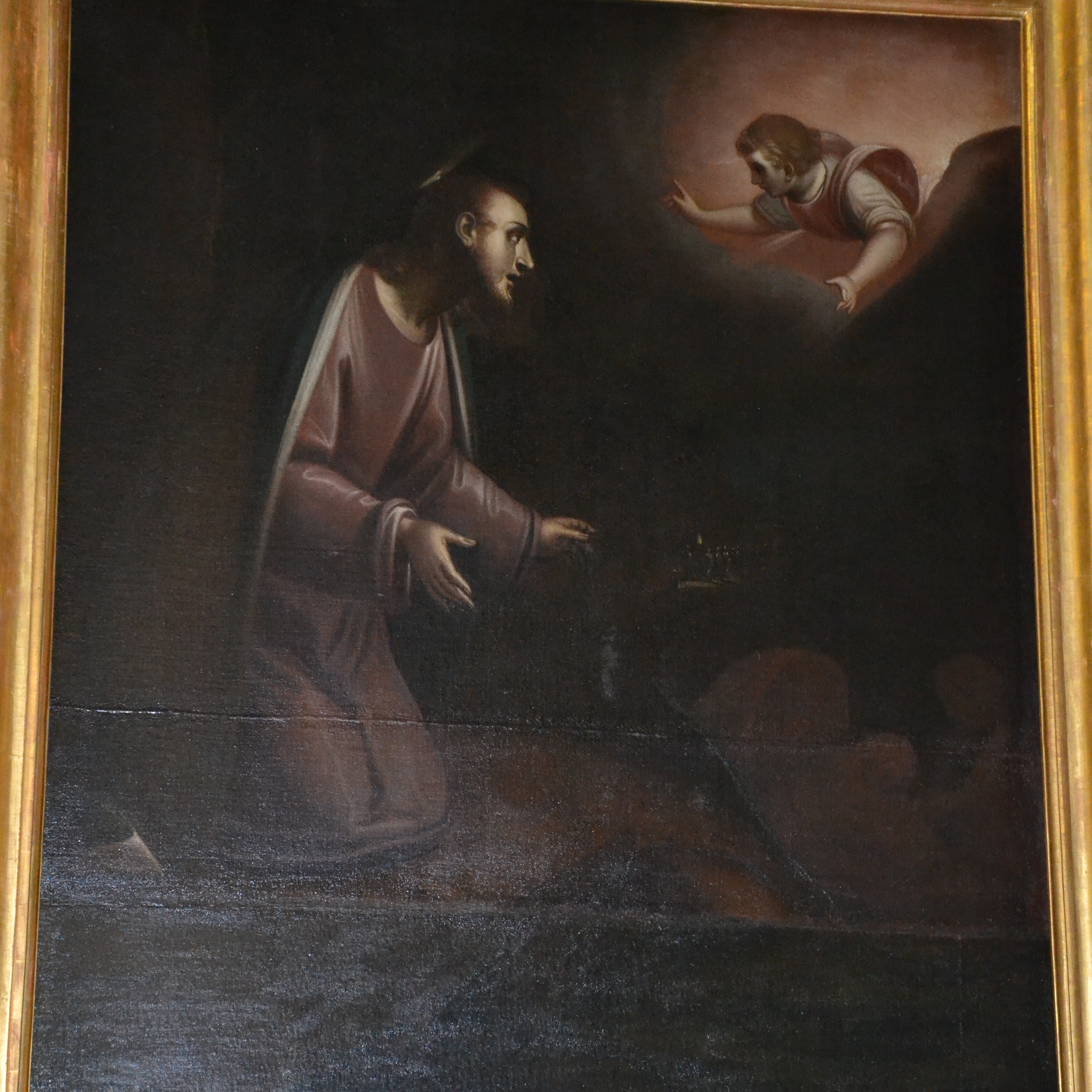
Orazione nell'orto, Luca Cambiaso
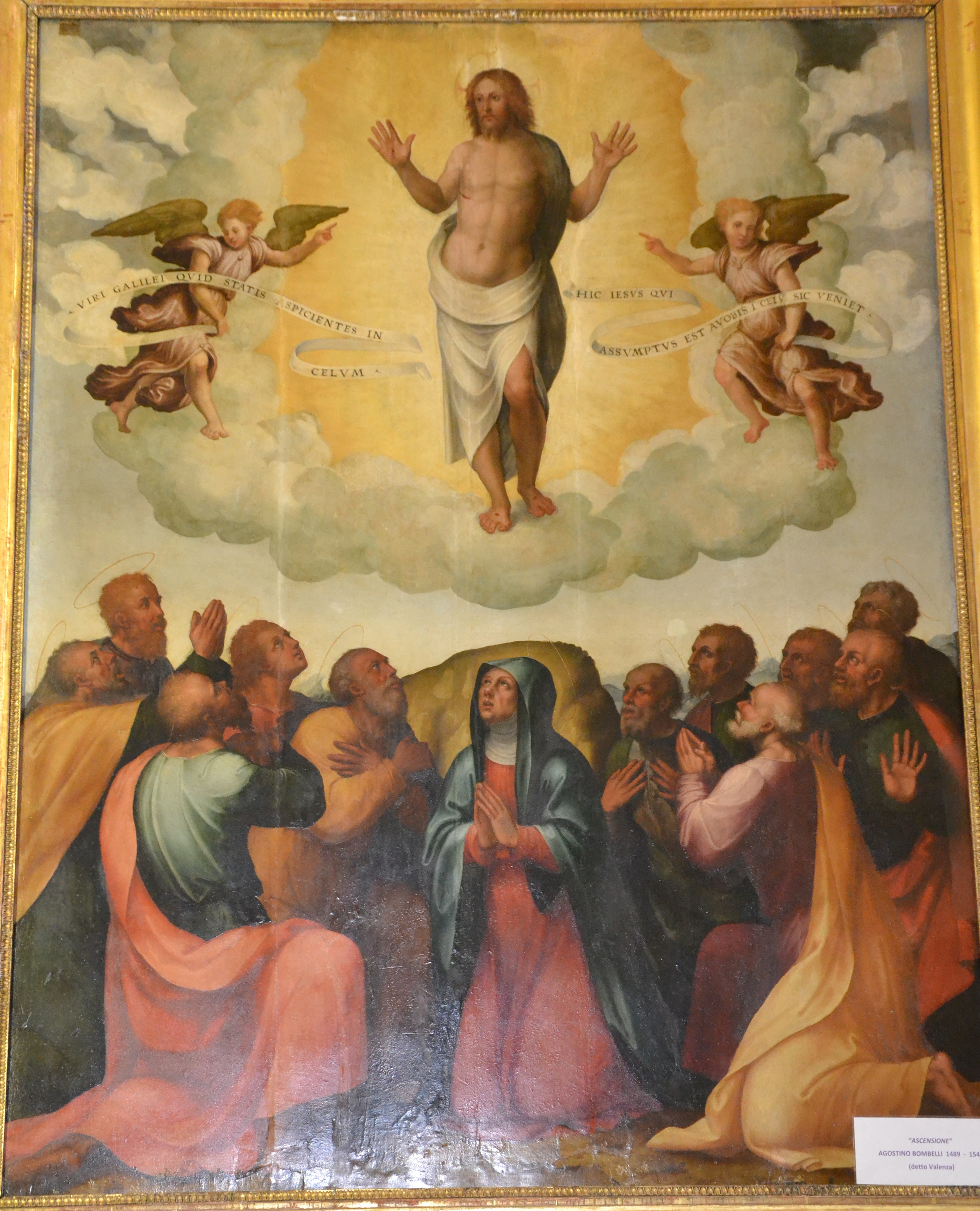
Ascensione di Cristo, di Giovanni Cambiaso